# Ludwig Link
 Ludwig Link (* 27. November 1900 in Mombach (Großherzogtum Hessen); † 15. Januar 1960 in Mainz) war ein deutscher römisch-katholischer Theologe.

## Leben
Vom 1. April 1920 bis 31. März 1925 studierte er am Priesterseminar Mainz. Nach der Priesterweihe am 28. März 1925 in Mainz war er von April 1925 bis 1928 Kaplan in Bensheim. Vom 16. April 1928 bis 30. November 1928 war Sekretär von Ludwig Maria Hugo. Vom 1. Dezember 1928 bis 4. November 1935 war er Assistent am Priesterseminar Mainz. Von November 1935 bis 1939 studierte er an der Universität Münster, wo er am 28. April 1939 promoviert wurde. Von Mai 1939 bis April 1944 war er Subregens am Priesterseminar Mainz. Von 15. April 1944 bis 14. April 1945 dozierte er am Priesterseminar Mainz. Am 15. April 1945 wurde er zum ordentlichen Professor am Priesterseminar Mainz berufen. Von 1946 bis zu seinem Tod war ordentlicher Professor und Direktor des kirchenrechtlichen Seminars der Universität Mainz. Die katholisch-theologische Fakultät leitete er von 1954 bis 1957 als Dekan.

## Schriften (Auswahl)
- Die Besetzung der kirchlichen Ämter in den Konkordaten Papst Pius XI. (= Kanonistische Studien und Texte. Band 18/19). Röhrscheid, Bonn 1942, DNB 58058190X (zugleich Dissertation, Münster 1939).
  - Die Besetzung der kirchlichen Ämter in den Konkordaten Papst Pius XI. (= Kanonistische Studien und Texte. Band 18/19). Schippers, Amsterdam 1964, DNB 453131611 (zugleich Dissertation, Münster 1939).
  - Die Besetzung der kirchlichen Ämter in den Konkordaten Papst Pius XI. (= Kanonistische Studien und Texte. Band 18/19). Keip, Goldbach 1997 (zugleich Dissertation, Münster 1939).